# お茶の水橋
お茶の水橋（おちゃのみずばし）は、東京都千代田区神田駿河台一丁目と文京区湯島一丁目の間を流れる神田川に架かる橋である。付近の駅名から「御茶ノ水橋」との表記も見られるが、正しくは「お茶の水橋」である。

## 歴史
江戸時代初期に台地が拓かれて神田川が造られ、この地に渓谷が誕生した。二代将軍の徳川秀忠は、この近くにあった高林寺の湧水で淹れた茶を気に入り、付近一帯は「お茶の水」と呼ばれるようになった。渓谷も「お茶の水谷」と呼ばれ、のちに橋名の由来となった。しかし当時の技術では深い峡谷に架橋することは困難であり、橋が建設されたのは明治に入ってからである。

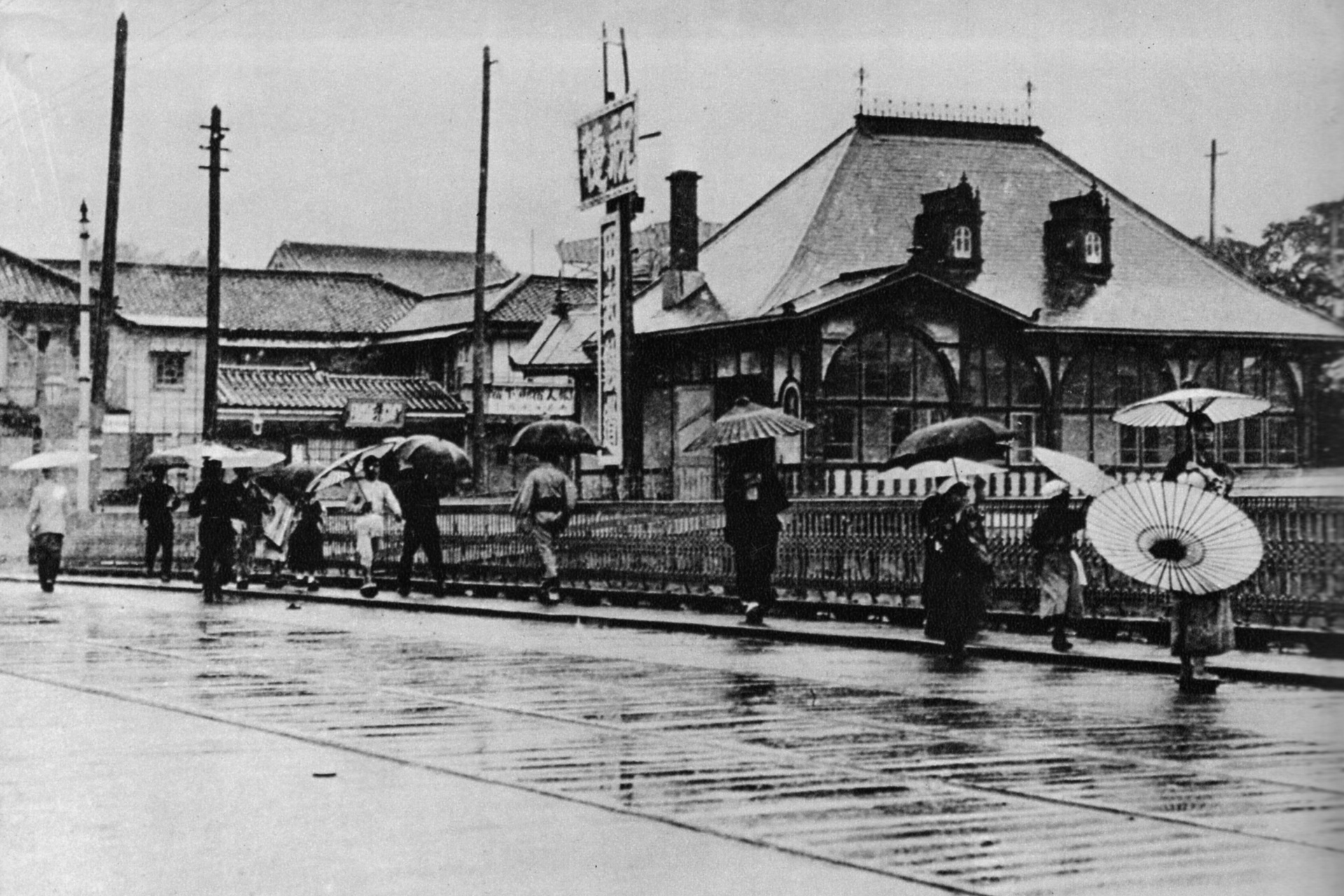
お茶の水橋（1905年）

初代の橋は1889年（明治22年）に東京市区改正条例の発布によって計画され、1890年11月に着工。わずか1年足らずの工期で、1891年（明治24年）10月に完成した。設計は原龍太が担当。日本人の設計としては初の鉄橋として架けられた。当時の構造は長さ38間（約69m）・幅6間（約11m）、車道幅員7.2m、歩道幅員1.8m×2の上路式ピン結合プラットトラス橋であった。1170トンの錬鉄材はベルギーから輸入し、東京石川島造船所で製作。セメントや煉瓦は日本産が調達された。路面は2層の木張りで、下層は東京近郊のケヤキ、上層は尾張のヒノキが使用された。
1904年（明治37年）12月31日には橋の下に甲武鉄道（現在のJR中央本線）御茶ノ水駅が開設され、同年12月8日には橋の上を通る東京市電（のちの都電）錦町線が開通し、1944年（昭和19年）まで運行していた。2020年（令和2年）に橋の路盤強化工事を行うにあたってアスファルトを剥がした所、その下から都電のレールが現れた。出土したレールや敷石は全国各地の博物館・大学へ寄贈された。

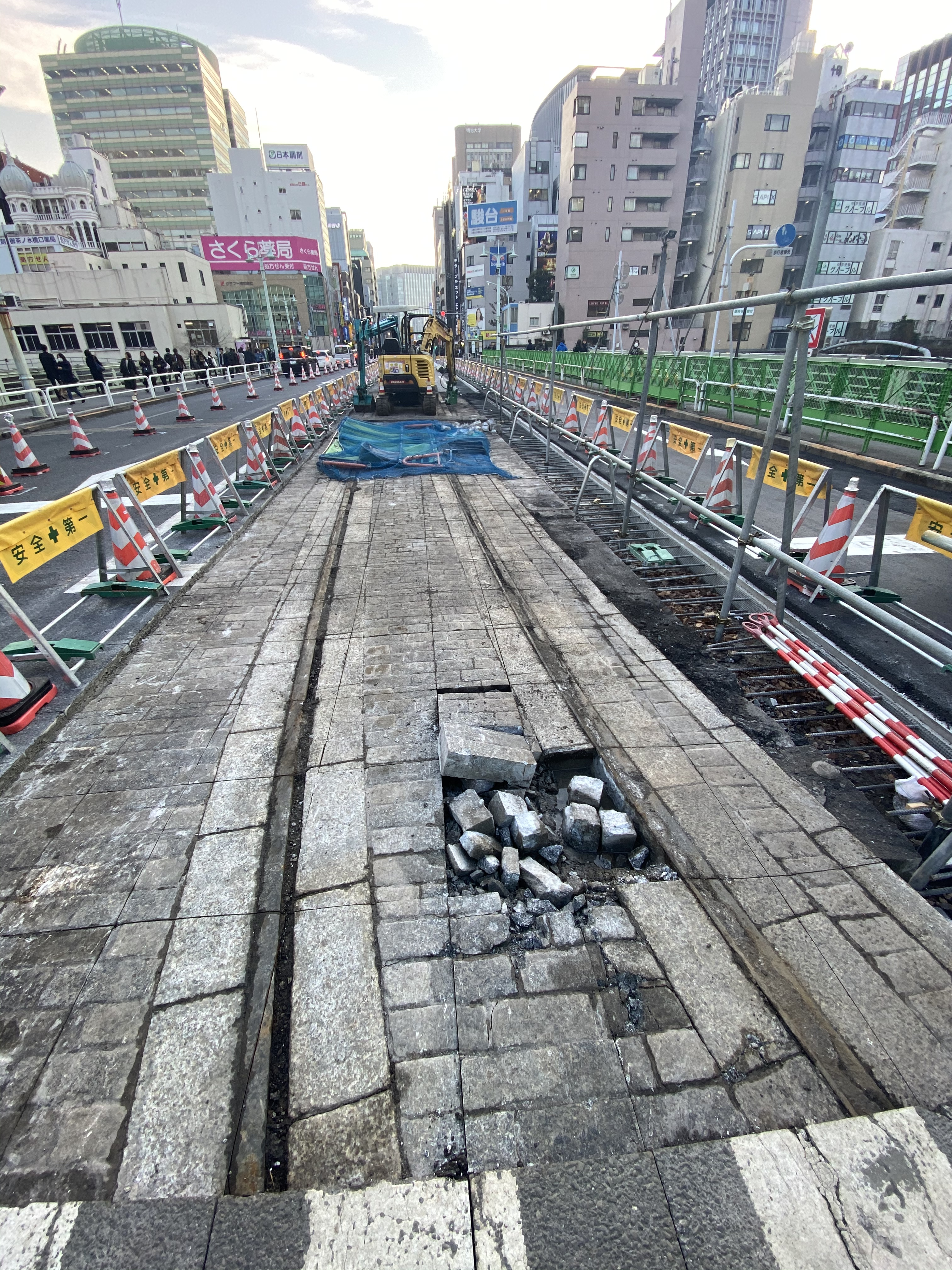
2020年の工事で現れた、当時のままの敷石とレール（2020年1月24日、お茶の水橋都電レール保存会撮影）

1923年（大正12年）の関東大震災では橋板に木材が使われていたため焼失し、神田川は土砂崩れでせき止められた。1931年（昭和6年）5月10日に震災復興事業として架替が完成し、新たな橋は橋桁と橋脚を一体構造にした鋼製ラーメン橋となった。総工費52万円、鋼材876トンが使用され、両岸と桁および橋脚はヒンジで連結されている。長さ80m、橋脚中心間は30.48m。車道幅員は16.6mで両側に3.2mの歩道が付く。耐震性に優れた造りとなっており、現在まで使用されている。

## 交通
橋の左岸（北側）は、東西に走る外堀通りと、南に延びる区道101号線（明大通り）との丁字路のお茶の水交差点であり、本橋は明大通りを通す。橋桁には丁字路に合わせて隅切りが設けられている。左岸の東京メトロ丸ノ内線、右岸のJR中央線のそれぞれの御茶ノ水駅相互の乗り換え客、また学生街の玄関口の性質もあり、歩行者の通行が多い。

## 隣接する橋
- 神田川

（上流側） - 水道橋 - お茶の水橋 - 聖橋 - （下流側）